# قره‌آغاج سفلی
قره‌آغاج سفلی، روستایی از توابع بخش زنجانرود شهرستان زنجان در استان زنجان ایران است.

## جمعیت
این روستا در دهستان چایپاره پایین قرار دارد و براساس سرشماری مرکز آمار ایران در سال ۱۳۸۵، جمعیت آن ۳۵۶ نفر (۶۴خانوار) بوده‌است.